# Algı Eke

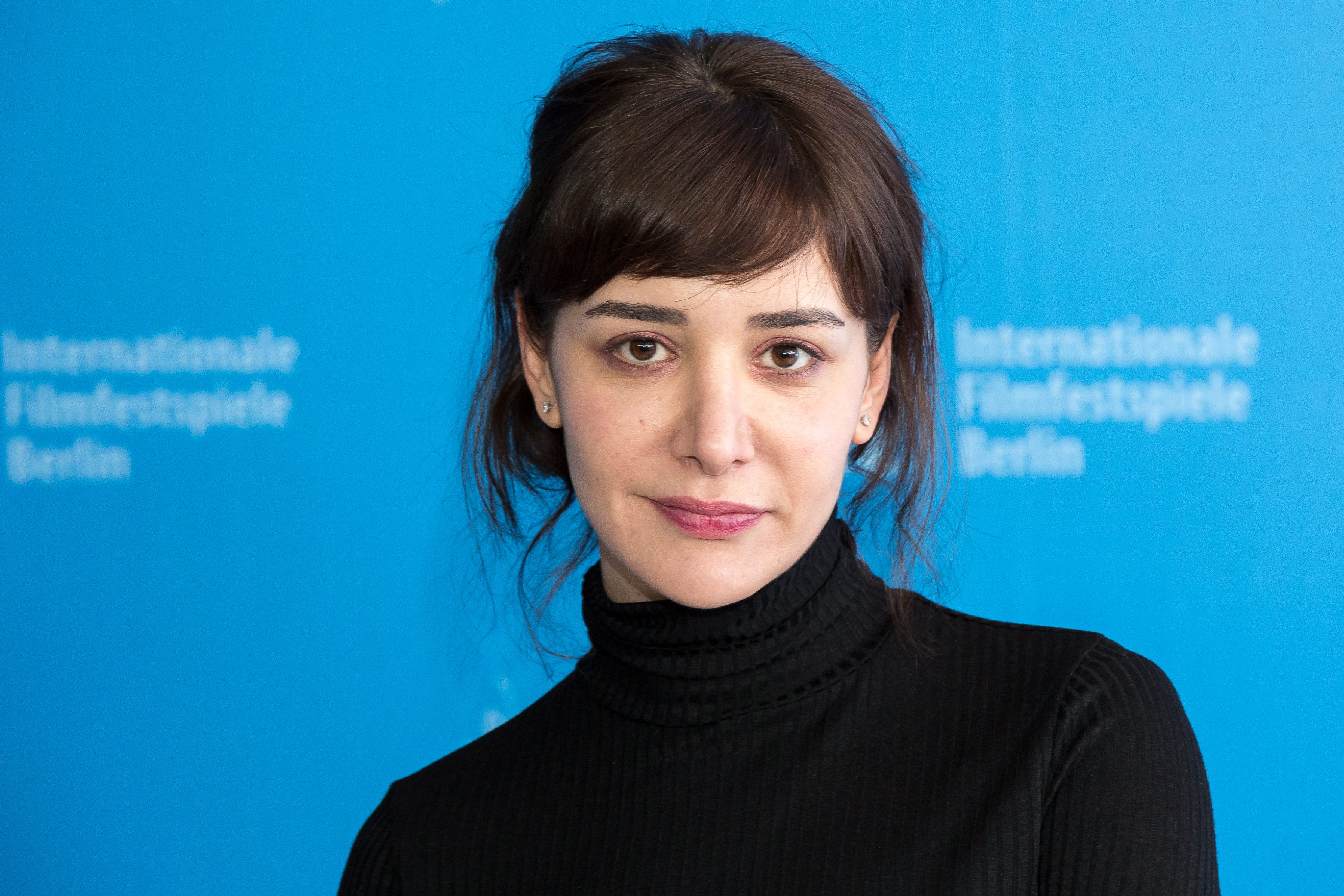
Algı Eke, 2017

Algı Eke (* 16. September 1985 in Istanbul) ist eine türkische Schauspielerin mit georgischer Abstammung.

## Leben und Karriere
Eke wurde am 16. September 1985 in Istanbul geboren. Ihre Familie kommt ursprünglich aus Artvin. Ekes Eltern ließen sich scheiden, als sie noch ein Kind war. Ihre Mutter starb im Jahr 2013. Nach ihrem Abschluss am Cağaloğlu Anadolu Lisesi ging sie nach Berlin, um ihr Studium fortzusetzen. Nach ihrer Rückkehr in die Türkei traf sie den Produzenten Mustafa Şevki Doğan. Bei ihm bekam sie ihr Schauspieldebüt in der Fernsehserie Baba Ocağı. Anschließend spielte sie in den Serien Dürüye'nin Güğümleri, Keşanlı Ali Destanı und Annem Uyurken mit. Später trat sie in dem Kinofilm Kedi Özledi auf. Der Film erschien am 20. Dezember 2013 in den türkischen Kinos.

## Filmografie
Filme
- 2009: Mazi Yarası
- 2013: Kedi Özledi
- 2015: Guruldayan Kalpler
- 2015: Yok Artık!
- 2016: Kaygı
- 2016: Kaçma Birader
- 2017: Cingöz Recai
- 2017: Sucu Kamil
- 2020: Nasipse Olur
- 2022: Ayansız Haluk

Serien
- 2007: Kavak Yelleri
- 2008: Baba Ocağı
- 2010: Dürüye'nin Güğümleri
- 2011: Keşanlı Ali Destanı
- 2012: Annem Uyurken
- 2013–2014: Galip Derviş
- 2015: Ayrılsak da Beraberiz
- 2016: Hayat Sevince Güzel
- 2017: İsimsizler
- 2020: Hizmetçiler
- 2020–2021: O Yakıcı Bakışlar
- 2021: Acans

## Auszeichnungen
- 19. Sadri Alışık Tiyatro ve Sinema Oyuncu Ödülleri (2014) als Beste Schauspielerin in einer Komödie
- 21. Sadri Alışık Tiyatro ve Sinema Oyuncu Ödülleri (2016) als Beste Schauspielerin in einer Komödie